# 서울연광초등학교
서울연광초등학교는 대한민국 서울특별시 은평구 불광동에 있는 공립 초등학교이다.

## 학교 연혁
- 2003년 12월 30일 설립인가
- 2004년 4월 8일 개교식
- 2010년 3월 25일 돌봄교실 개관(20실)
- 2010년 9월 1일 영어전용교실 2실 완공
- 2011년 7월 28일 운동장 체육놀이시설 개선
- 2012년 8월 24일 보건실, 보건교육실 개관
- 2015년 10월 8일 꿈이 영그는 연광학예회 개최
- 2017년 6월 1일 아름다운 생태정원 가꾸기 공사 완공
- 2018년 2월 13일 제14회 졸업식(67명, 누계 1736명)
- 2018년 10월 31일 연광 꿈끼발표회
- 2019년 2월 15일 제15회 졸업식(67명, 누계 1803명)
- 2019년 4월 13일 꿈을 담은 돌봄교실 1실 구축
- 2019년 8월 13일 실과실 리모델링 완료
- 2019년 8월 17일 고화질 CCTV 교체 완료
- 2019년 10월 11일 연광 가을대운동회
- 2019년 11월 19일 LED 교체완료
- 2020년 2월 14일 제16회 졸업식(53명, 누계 1856명)

## 참고 자료
- 서울연광초등학교 - 한국교육학술정보원 학교알리미